# Gare de Néris-les-Bains
La gare de Néris-les-Bains, devenue le « Pavillon du Lac », est une ancienne gare ferroviaire française de la ligne de Montluçon à Gouttières, située à proximité du centre ville de la station thermale de Néris-les-Bains, dans le département de l'Allier en région Auvergne-Rhône-Alpes.
Mise en service en 1931 par la Compagnie du chemin de fer de Paris à Orléans, elle dispose d'un monumental bâtiment voyageurs dû à l'architecte Louis Brachet. Son histoire ferroviaire est courte puisque le service voyageurs de la ligne ferme 8 ans après son ouverture, néanmoins des trains voyageurs venant de Paris vont la desservir jusqu'en 1957 pendant la saison thermale. Son bâtiment voyageurs, protégé par une inscription aux monuments historiques en 1975, va connaître une autre affectation et un autre nom après son rachat par la commune en 1975. Devenu le Pavillon du Lac, il débute avec un statut de salle polyvalente puis, après sa restauration et restructuration commencée en 2005, il devient centre socioculturel en 2009.

## Situation ferroviaire
Établie à 348 mètres d'altitude, la gare de Néris-les-Bains était située au point kilométrique (PK) 335,387 de la ligne de Montluçon à Gouttières (fermée), entre les gares de Montluçon-Ville et Durdat-Larequille (déclassée).

## Histoire
La Compagnie du chemin de fer de Paris à Orléans (PO) reçoit de l'État, le 1er mai 1929, la ligne de Montluçon à Gouttières. L'État a réalisé en tant que maître d'ouvrage les terrassements, ouvrages d'art et maisons de garde. La Compagnie doit notamment poser les voies ferrées et construire les bâtiments des gares. Pour celle de Néris-les-bains, station thermal qui reçoit nombre de curistes, la Compagnie fait appel à l'architecte Louis Brachet. La construction revenant à l'entreprise Léauté d'Étampes, le principal fournisseur de pierres de taille étant l'entreprise Payard de Vallon-en-Sully.
Les travaux débutent au mois d'août 1929, par l'implantation le 9 et le début du creusement des fondations le 12. L'objectif est de mettre en service la gare et la ligne pour l'ouverture de la saison thermal. Un retard de livraison de pierres de taille fait que les travaux de la gare ne sont pas terminés lors de sa mise en service, le 15 mai 1931, jours d'ouverture de la ligne. Hormis un peu de couverture, les travaux restants concernent l'intérieur du bâtiment (peinture, menuiserie, etc.) ils seront terminés le 5 mai 1931.
Du point de vue ferroviaire, la gare dispose de deux quais latéraux avec une verrière pour protéger celui du bâtiment et un abri sur l'autre. La ligne est à voie unique, le croisement s'effectue notamment dans cette gare qui possède deux voies à quai et la particularité d'une troisième voie centrale.
L'ouverture de la ligne correspond à une mauvaise période pour la station thermale : le nombre de curistes baisse d'environ un millier entre 1930 et 1940 ; c'est une des raisons de la non rentabilité du service voyageurs, qui est fermé le 15 mai 1939 après seulement huit années depuis son ouverture. Néanmoins la gare continue à recevoir des trains voyageurs, le service voyageurs étant rouvert en 1941 et 1942 ; pendant la saison, des voitures de l'express de Paris à Néris-les-Bains continuent à la desservir « jusqu'au début des années 1950 », voire jusqu'en « septembre 1957 ».
La ligne est déclassée en 1972 ; la gare est rachetée par la commune en 1975 après la dépose des rails. Elle est inscrite au titre des monuments historiques par l'arrêté du 29 octobre 1975.

## Après la gare: le Pavillon du Lac
L'ancienne gare est acquise, 205 000 francs, par la commune le 4 février 1975. Après quelques travaux, elle devient salle polyvalente et est dénommée Le Pavillon du Lac ; l'inauguration a lieu le 15 juillet 1975. 
De 2005 à 2009, l'ancien bâtiment voyageurs de la gare est totalement restauré et devient un centre socioculturel avec l'ajout d'un nouveau bâtiment en verre construit à l'emplacement des voies et des quais. En 2005, le chantier concerne la toiture qui est rénovée à l'identique par l'architecte Anne Kergrohenn et l'entreprise Brière-Bellosta. Le programme mixte Pavillon du Lac - ensemble socioculturel est réalisé par l'agence d'architectures Nicolas C. Guillot de Lyon et livré en 2009.